# Brusselse gewestverkiezingen 1995
De regionale verkiezingen voor het Brussels Hoofdstedelijk Gewest werden gehouden op 21 mei 1995.

## Resultaat
Het kartel PRL-FDF won de verkiezingen met 28 zetels. De PS werd tweede met 17 gevolgd door de PSC met 7. Na de verkiezingen werd op 22 juni 1995 regering-Picqué II gevormd, bestaande uit een vijfdelige coalitie van de socialisten (PS en SP), de Franstalige liberalen (PRL-FDF), de Vlaamse christendemocraten (CVP) en de Vlaams-nationalistische Volksunie.

## Brussels Hoofdstedelijk Parlement
| Partij               | Partij               | Stemmen | %      | Zetels | Verschil |
| -------------------- | -------------------- | ------- | ------ | ------ | -------- |
|                      | PRL-FDF              | 144.478 | 34,98  | 28     | +1       |
|                      | PS                   | 88.370  | 21,4   | 17     | -1       |
|                      | PSC                  | 38.244  | 9,26   | 7      | -2       |
|                      | Ecolo                | 37.308  | 9,03   | 7      | -1       |
|                      | FN                   | 30.803  | 7,46   | 6      | +4       |
|                      | CVP                  | 13.586  | 3,29   | 3      | -1       |
|                      | Vlaams Blok          | 12.507  | 3,03   | 2      | +1       |
|                      | VLD                  | 11.034  | 2,67   | 2      | +0       |
|                      | SP                   | 9.987   | 2,42   | 2      | +0       |
|                      | VU                   | 5.726   | 1,39   | 1      | +0       |
|                      | Agalev               | 3.906   | 0,95   | 0      | -1       |
|                      | Anderen              | 17.028  | 4,12   | 0      | +0       |
| Totaal Geldig        | Totaal Geldig        | 412.977 | 100,00 | 75     |          |
| Ongeldig & Blanco    | Ongeldig & Blanco    | 32.051  | 7,20   |        |          |
| Totaal Stemmen       | Totaal Stemmen       | 445.028 | 100,00 |        |          |
| Absenteïsme          | Absenteïsme          | 92.366  | 17,19  |        |          |
| Ingeschreven Kiezers | Ingeschreven Kiezers | 537.394 | 100,00 |        |          |

| Taalgroep                | Stemmen | %      | Zetels |
| ------------------------ | ------- | ------ | ------ |
| Franstalige lijsten      | 356.321 | 86,26  | 65     |
| Nederlandstalige lijsten | 56.746  | 13,74  | 10     |
| Totaal                   | 412.977 | 100,00 | 75     |

## Voetnoten
1. ↑  In 1989 gingen de PRL en de FDF nog apart naar de verkiezingen en behaalden ze samen 27 zetels